# Като, Согэн
Согэн Като (яп. 加藤 宗現 Като: Со:гэн, 22 июля 1899 — около ноября 1978) — японец, до 2010 года считавшийся старейшим мужчиной в Токио. Был обнаружен в собственном доме в виде мумифицированного трупа после того, как городские чиновники несколько раз пытались повидать его, чтобы поздравить с долголетием. Члены семьи Като, жившие в том же доме и не сообщавшие о его смерти в течение 32 лет, предстали перед судом за мошенничество, так как после смерти дедушки они незаконно получали за него пенсию.
Обнаружение мумии Като послужило толчком для начала широкомасштабных поисков долгожителей по всей Японии для уточнения, действительно ли они ещё живы. Выяснилось, что в стране имеются записи более чем о 200 000 людей старше 100 лет, местонахождение и судьба которых неизвестна.

## Обнаружение трупа

Реконструкция комнаты, в которой было обнаружено тело Согэна Като. (1) Положение тела; (2) газета 1978 года; (3) телефон с дисковым номеронабирателем (встречается главным образом на старых телефонах); (4) вход в дом

В 2010 году токийские должностные лица в рамках подготовки ко Дню почитания старших проверяли список долгожителей города.
Старейшим мужчиной в нём числился Согэн Като.
Ему должно было исполниться 111 лет, согласно имевшимся записям он жил вместе с дочерью (81 год), зятем (83), внучкой (53) и внуком (49). Была у него и жена, тоже долгожительница, работавшая учительницей и умершая в 2004 году в возрасте 101 года.
Курировавшая дело Като соцработница сходила к нему домой, однако встретивший её внук Като заявил, что его дед живёт в доме престарелых в префектуре Гифу.
Соцработница обратила внимание, что 111-летний Като не пользовался ни медицинской страховкой, ни выплатами по уходу, и ей это показалось подозрительным: у такого старого человека наверняка должны были быть проблемы со здоровьем, для чего пригодилась бы страховка, а выплаты по уходу помогли бы оплатить дом престарелых.
Вследствие этого соцработники продолжали настаивать на личной встрече, но все последующие визиты в дом Като неизменно заканчивались тем, что дочь или внучка Като заявляли о нежелании дедушки кого-либо принимать.
В июне 2010 года токийские должностные лица сообщили в полицию, что не могут узнать, жив ещё Като или нет.
26 июля 2010 года соцработники в очередной раз явились навестить Като в сопровождении полицейского и получили очередной отказ.
Дочь и внучка, по одним источникам, снова утверждали, что дед не хочет никого видеть, а по другим — что он пребывает в вегетативном состоянии, и семья не возражает, если его вычеркнут из косэки (посемейные списки, регистрирующие рождения, смерти, браки и т. п.).
Однако через 2 дня после этого внучка Като явилась в полицейский участок и сообщила, что её дед примерно 30 лет назад закрылся в своей комнате без еды и воды согласно доктринам буддийской секты Сингон, чтобы стать «живым буддой».
У секты Сингон действительно есть подобная практика под названием сокусимбуцу.
По словам внучки, дед был человеком суровым, и зайти к нему в комнату «было невозможно».
Полиция немедленно отправилась в дом Като и обнаружила в комнате на первом этаже его мумифицированный и частично скелетированный труп.
Като лежал на кровати в нижнем белье, накрытый одеялом.
В комнате были найдены газеты и другие печатные материалы, самым новым из которых оказался новостной бюллетень от 9 ноября 1978 года, из чего заключили, что Като умер около этой даты, и таким образом на момент смерти ему было 79 лет.
Вскрытие с целью установить время и причину смерти не дало результатов; единственным открытием стало отсутствие явных травм, способных привести к летальному исходу.
Дальнейшее расследование показало, что на следующий день после визита чиновников с полицией внучка Като в разговоре со знакомой сказала: «Дед 30 лет назад заперся в комнате на первом этаже, и открыть дверь снаружи было невозможно. Мама сказала: „Оставьте его там“, — и мы оставили. Скорее всего, он мёртв».
При этом семейство, очевидно, с самого начала понимало, что Като умер.
Его зять рассказал полиции, что примерно через 10 дней после того, как Като закрылся в комнате, из неё пошёл трупный запах, что признали и остальные члены семьи.
Запах, по его словам, сохранялся и через 2 года после смерти Като.
Проверка финансового состояния семьи показала, что родственники Като незаконно получили за него примерно 9,15 миллионов иен, так как после смерти жены-учительницы ему полагались выплаты от «Муниципальной школьной кассы взаимопомощи» как живому супругу умершего учителя. Эти деньги родственники и получали с 2004 по 2010 год. В августе 2010 года по обвинению в мошенничестве при получении пенсионных выплат были арестованы дочь и внучка Като.
В ноябре Токийский окружной суд приговорил внучку к двум с половиной годам заключения условно с испытательным сроком в 4 года.
Суд над дочерью, считавшейся главным двигателем мошеннической схемы, был назначен на февраль 2011 года, однако она умерла до суда.

## Реакция
Через несколько дней после обнаружения трупа старейшего мужчины города токийские должностные лица попытались найти старейшую женщину. В 2010 году ею числилась 113-летняя Фуса Фуруя. Но тут соцработников ждала ещё более обескураживающая неудача. Когда они пришли в квартиру, где, согласно регистрационным записям, Фуруя жила вместе с дочерью, их встретила одна дочь. Она объяснила, что её мать никогда не проживала по этому адресу, хотя и была зарегистрирована здесь, что контактов с матерью она не поддерживает с 1986 года, и что Фуруя живёт недалеко от Токио со своим сыном, с которым дочь тоже не общается.
Соцработники съездили по адресу сына, который дала им дочь Фуруи, но обнаружили участок земли со снесённым домом, приготовляемый к строительству скоростной трассы.
Случаи Согэна Като и Фусы Фуруи привели к тому, что по всей Японии начался переучёт долгожителей с целью выявления «мёртвых душ». По данным минздрава Японии, основанным на переписях населения и обращениях за пенсией, на 2010 год в стране насчитывалось 44 449 человек старше 100 лет.
Местонахождение примерно 400 из них установить не удалось.
В посемейных списках косэки, находящихся в ведомстве министерства юстиции, обнаружился ещё больший беспорядок: в результате проверки 90 % косэки (47 439 848 из 52 572 916) выяснилось, что в Японии проживает 234 354 долгожителя старше 100 лет, про которых никто ничего не знает.
Так, в префектуре Ямагути нашли 186-летнего старика, на бумаге совершенно живого, в префектуре Айти — 142-летнюю женщину, а в городе Кобе по адресу городского парка, построенного в 1981 году, «проживала» 125-летняя женщина.
По мнению представителей министерства юстиции, большая часть «мёртвых душ» из косэки, вероятнее всего, появилась во время Второй мировой войны, когда многие погибшие среди всеобщей неразберихи не были зарегистрированы; другие же эмигрировали, и об их смертях в Японию никто не сообщил.

## Комментарии
1. ↑  Иллюстрация основана на реконструкции дома Като, продемонстрированной в передаче «Правдивая информация от дежурного журналиста» (яп. 真相報道 バンキシャ! Синсо: хо:до: банкися!) компании Nippon Television[1].